# Motivation (Sum 41)
Motivation is een ep van de Canadese rockband Sum 41. De ep kwam op 12 maart 2002. De ep kwam uit na de uitgave van de single "Motivation" om deze populairder te maken. Ook konden ze via deze uitgave hun nummer "It's What We're All About" toevoegen aan hun discografie.

## Nummers
| 1.                 | Motivation                   | 2:50 |
| 2.                 | All She's Got (Live)         | 2:22 |
| 3.                 | Crazy Amanda Bunkface (Live) | 2:15 |
| 4.                 | It's What We're All About    | 3:47 |
| Totale duur: 10:34 |                              |      |

## Bezetting
- Deryck Whibley - gitaar, zang
- Dave Baksh - leadgitaar, zang
- Jason McCaslin - basgitaar
- Steve Jocz - drums, percussie